# Penízek rolní
Penízek rolní (Thlaspi arvense) je bylina z čeledi brukvovité (Brassicaceae). Patří k rozšířeným plevelům. Od ostatních brukvovitých penízek ji lze rozeznat díky typickým plodům.

## Lidové názvy
Holubí vole, kokošky, luptík, penízky, penížek, penížka, raž, štěničník, tašky, taštička, zmadina, pleskačky.

## Synonyma
- Crucifera thaspi E.H.L.Krause [1902, Fl. Deutschl., ed. 2, 6 : 150]
- Teruncius arvensis (L.) Lunell [1916, Amer. Midl. Naturalist, 4 : 364]
- Thlaspidium arvense[2] (L.) Bubani [1901, Fl. Pyr., 3 : 214]

## Popis
Jednoletá (někdy dvouletá) bylina, dorůstající 10 až 40 cm (někdy až 60 cm). Listy přízemní, úzce obvejčité nebo podlouhlé, celokrajné nebo oddáleně vykrajovaně zubaté, řapíkaté, netvoří listovou růžici, lodyžní listy podlouhle kopinaté až podlouhlé, přisedlé, úzkými špičatými oušky objímavé.
Rozmnožuje se semeny. Kvete od časného jara do pozdního podzimu. Květy typické pro brukvovité, oboupohlavné, dvouobalné, čtyřčetné, bílé. Tvoří bohaté hroznovité květenství. Kališní lístky žlutozelené. Bílé korunní lístky 2x delší než kališní lístky. Plody jsou široce eliptické až téměř okrouhlé, ploché, lemované, lžícovitě neprohnuté šešulky, obsahující 10 semen. Kořen je tenký vřetenovitý.
Semena jsou v obrysu oválná, zploštělá, 1,5 – 2 mm dlouhá, na jednom konci hubičkovitá, hnědočerná až fialově černá, s kovovým leskem. Na povrchu mají 5 – 7 vroubkovaných rýh, probíhajících paralelně s obrysem. Na jedné rostlině dozrává 500 – 2 000 semen. Čerstvě dozrálá semena klíčí nepravidelně v závislosti na podmínkách při dozrávání a klíčení. Semena vzcházejí z povrchu půdy a z hloubky nejvýše 5 cm v průběhu celého roku (s maximem v březnu až květnu a říjnu až listopadu). Hlavním zdrojem šíření je vysemeňování na stanovišti. Může se šířit i hnojem nebo kompostem.
Penízek rolní je nepřímo pro kulturní plodiny nebezpečný i tím, že hostí četné škůdce a je přenašečem chorob kulturních rostlin. Znehodnocuje jako příměs zelenou píci, tím, že rostliny po rozemnutí vydávají česnekový zápach (v Kanadě má lidový název „stinkweed“ – páchnoucí plevel) a zvířata píci s obsahem penízku odmítají přijímat.

## Rozšíření
Pochází pravděpodobně ze Střední Asie, rozšířený po celém světě. Evropa s výjimkou arktického pásu a nejjižnějších oblastí ve Středozemí. V asijské části Ruska mezi 50 – 60° s. š., na východ do Japonska a Číny, Pamír, jižní podhůří Himálaje. Zdomácnělý v Severní Americe. V Česku se vyskytuje hojně v celém území od nížin až po podhůří na živných půdách, častý na ruderálních stanovištích. Nesnáší zastínění.

## Obsahové látky
Semeno (suché, množství v gramech na 100 g semene): Bílkoviny 25g, tuky 45g. Uvedené údaje o množství tuku byly v rozmezí od 28,2 do 62,2 gramů. List (suchý, množství v gramech na 100 g semene): Bílkoviny 54,2 g, uhlohydráty 33,1 g, vitamín C 1 900 g, Hořčík, olej, olej hořčičný, vitamín E, glucosinoláty.

## Použití

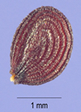
Semeno

### Potravina
Jako koření. Slupka semen má nahořklou chuť, pokud je semeno zbaveno slupky, nemá hořkou chuť. Mladé listy sbíráme před rozkvětem, nebo začátkem květu, dokud je rostlina ještě krásně jasně zelená. Můžete je použít jako součást jarních salátů a na špenát.

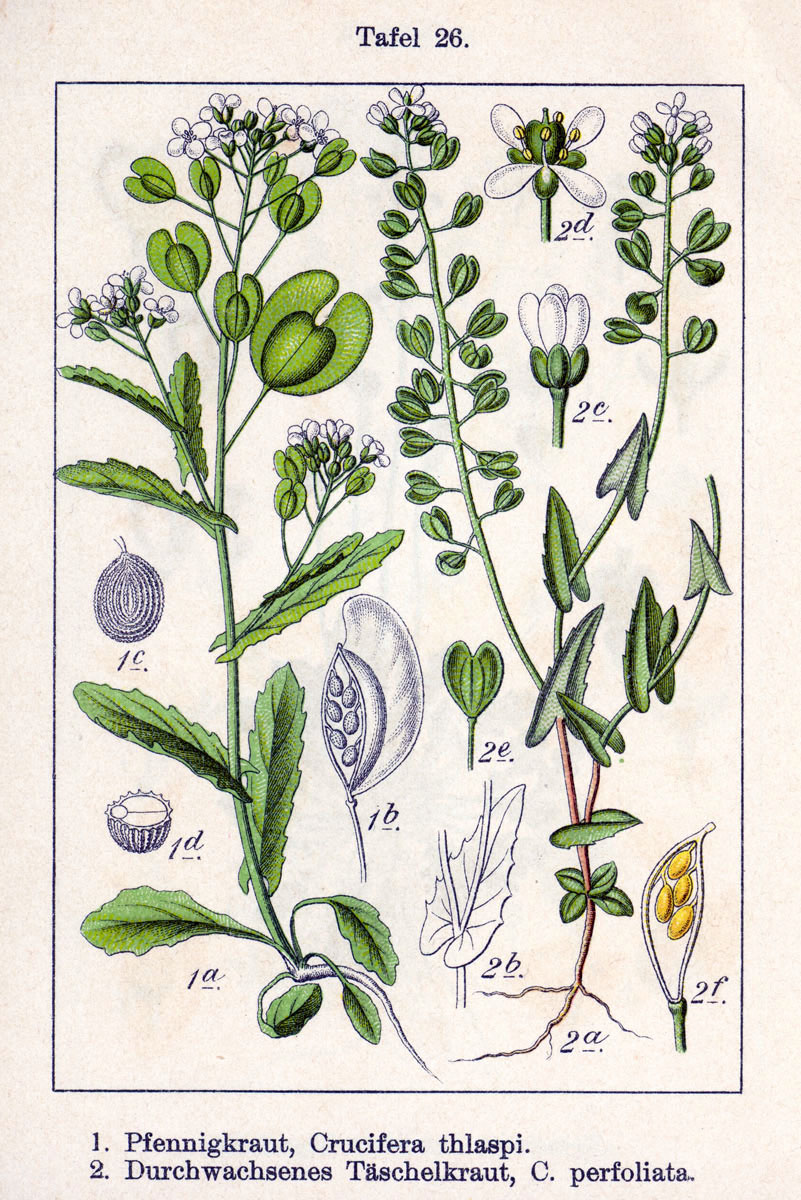
Penízek rolní – ilustrace

### Jiné užití
Semena penízku rolního (Thlaspi arvense) mohou být použita pro výrobu paliv (biodiesel). Obsahuje 36 až 40 % oleje.
Rostliny se někdy používají jako zelené krmení pro papoušky.

### Léčivo
Účinky antibakteriální, efektivní proti streptokokovým infekcím, antipyretické účinky( proti horečce), protizánětlivé, potopudné, močopudné, infekci ledvin, chorobám jater, hepatidě, hnisavým zánětům kůže, jako krevní tonikum, proti očním chorobám, jako protijed, protilék, protilátka, stimulant, tonikum, proti vředům, nežitům, furunklům, k vykašlávání, proti artritidě, bronchitidě, dermatitidě, jako diuretikum, prostředek usnadňující vykašlávání. Proti zánětům, na ženské nemoci a proti menstruačním potížím.
Lze použít při aromaterapii.

## Invazivita
Zavlečen do Severní Ameriky a Austrálie. Není významným invazivním plevelem.

## Toxicita
Uváděn jako toxický pro savce. Obsahuje glukosinoláty (glykosidy). Může vyvolávat koliku a potraty. Jedovatost je závislá na množství pozřeného sena.